# Ischiopsopha bifasciata
Ischiopsopha bifasciata es una especie de escarabajo del género Ischiopsopha, familia Scarabaeidae. Fue descrita científicamente por Quoy & Gaimard en 1824.
Se distribuye por Papúa Nueva Guinea e Indonesia. Mide aproximadamente 29 milímetros de longitud.